# Giuseppe Sandri

Bischofswappen von Giuseppe Sandri

Giuseppe Sandri MCCJ (* 26. August 1946 in Faedo; † 30. Mai 2019 in Pretoria, Südafrika) war ein italienischer Ordensgeistlicher und römisch-katholischer Bischof von Witbank.

## Leben
Giuseppe Sandri trat am 15. August 1968 der Ordensgemeinschaft der Comboni-Missionare bei, legte am 15. August 1971 die Profess ab und empfing am 27. Mai 1972 nach seinem Studium der Theologie in Cincinnati (USA) die Priesterweihe. Er wirkte fortan in Südafrika, ehe er von 1999 bis 2007 als Generalsekretär der Comboni-Missionare in Rom tätig war. 2008 kehrte er als Provinzoberer der Comboni-Missionare nach Südafrika zurück.
Papst Benedikt XVI. ernannte ihn am 6. November 2009 zum Bischof im südafrikanischen Witbank. Die Bischofsweihe spendete ihm der Erzbischof von Johannesburg, Buti Joseph Tlhagale OMI, am 31. Januar des nächsten Jahres; Mitkonsekratoren waren Hugh Patrick Slattery MSC, Bischof von Tzaneen, und Mogale Paul Nkhumishe, Bischof von Polokwane. Er starb im Mai 2019 nach längerer Krankheit in einem Krankenhaus in Pretoria.